# Cabaña Real de Carreteros
Carretería es el nombre colectivo con el que se designa a los agentes tradicionales del transporte terrestre de mercancías mediante carretas tiradas por bueyes. También se denominaba así al oficio de los carpinteros fabricantes de carros.
En 1611, Sebastián de Covarrubias, en su Tesoro de la lengua castellana, decía del carretero:

«el que govierna la carreta. Son de ordinario hombres de fuerças, groseros y bárbaros, y a vezes impacientes y mal sufridos, descompuestamente, pues han dado lugar al refrán y común manera de encarecer un hombre descompuesto, que dizen: Fulano jura como un carretero...».

## Historia

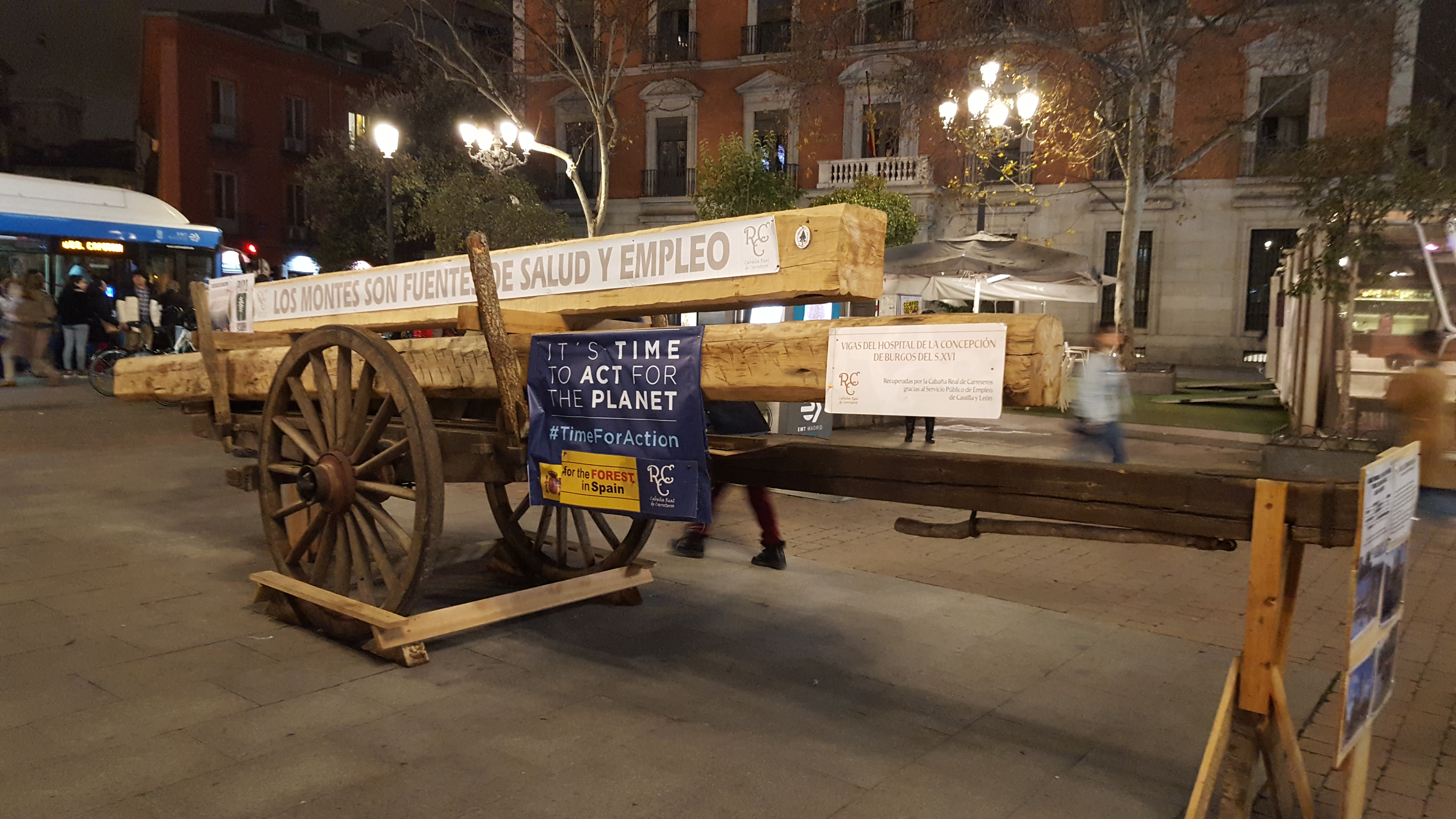
Carro de la Cabaña Real de Carreteros, con vigas recuperadas del Hospital de la Concepción de Burgos del siglo XVI gracias al Servicio Público de Empleo de la Junta de Castilla y León, expuesto en Madrid

Entre 1485 y 1489, los carreteros de los pueblos pinariegos soriano-burgaleses ya constituían la Hermandad de Carreteros Burgos-Soria y participaban en el transporte de artillería y armamento desde San Ildefonso el Real, en el sitio de Baza y la Guerra de Granada.
En 1491 Juan Tejedor, carretero de La Gallega, transportó lanas desde Mazarete, Selas y Aragoncillo, en el señorío de Molina, hasta Burgos. El contrato para el transporte de la lanas se formalizó el 9 de septiembre de 1491. Esto prueba que ya existía carretería en la comarca serrana antes de la creación de la Real Cabaña de Carreteros en 1497.
En 1497, siendo reina de Castilla Isabel la Católica, se creó la Real Cabaña de Carreteros, posteriormente (1629) pasó a denominarse Cabaña Real de Carreteros, trajineros, cabañiles y sus derramas, al incorporar a otros agentes, como los muleros. Desde 1599 gozó de una jurisdicción especial, de algún modo similar a las de otras corporaciones económicas (como la Mesta) incluyendo un juez conservador para defender sus privilegios. El juez sería un miembro del Consejo Real. En Madrid, Granada y Murcia residían procuradores generales. También hubo un alguacil procurador general de la cabaña y un alcalde mayor, quedando los niveles inferiores ocupados por subdelegados (cargo que en ausencia de otro nombrado ex profeso ejercían los corregidores) y delegados comarcales.
Territorialmente, la Cabaña estaba compuesta de juntas y hermandades: la de Burgos-Soria (la mayor de ellas, con 5000 vehículos a finales del siglo XVII); la de Cuenca-Guadalajara; la de Granada y Murcia (que decayó mucho tras la expulsión de los moriscos); y la de Navarredonda de Gredos (provincia de Ávila).
Sus actividades más importantes, aparte de los clientes privados y al abastecimiento monopolístico de Madrid, eran los suministros a la corona (salinas, astilleros, casa de la moneda...).
La institución fue suprimida definitivamente en 1836 (sus privilegios, suspendidos en 1821 con el trienio liberal habían sido restaurados en principio con la vuelta del absolutismo), pero el transporte en carretas soportó la competencia del ferrocarril (cuya red se extendió con dificultades por la geografía española) y continuó siendo muy utilizado hasta pasada la Guerra Civil Española (1936-1939), agonizando con la extensión de la motorización de la agricultura y del transporte por carretera, junto con las restantes características del modo de vida rural tradicional.
Formaban parte de la junta y hermandad de Burgos-Soria los pueblos:Canicosa de la Sierra, Casarejos, Covaleda, Duruelo de la Sierra, Hontoria del Pinar, Molinos de Duero, Navaleno, Palacios de la Sierra, Quintanar de la Sierra, Regumiel de la Sierra, Salduero, San Leonardo de Yagüe y Vilviestre del Pinar. Sus derramas fueron Abejar, Cabrejas del Pinar, Herreros y Villaverde del Monte (estos dos últimos pueblos, parte hoy en día del municipio de Cidones).
De la de Cuenca-Guadalajara: Almodóvar del Pinar, Alustante, Motos.

## En la literatura
El escritor Miguel de Cervantes narra en la primera parte del capítulo XV un episodio acaecido entre unos arrieros (gallegos, según dice el propio Cervantes) y Don Quijote y Sancho del cual salieron bastante malparados estos últimos.
En La Esfinge maragata Concha Espina dedica su novela a la vida y costumbres de los arrieros maragatos.
La vida de los carreteros ha sido llevada a la novela por Víctor J. Campo en El camino de los libros, un viaje imaginario con base histórica de carreteros de Aldea del Pinar.
Pedro Sanz Lallana ha publicado la trilogía: Aquellas viejas carretas, El regreso de las carretas y Carretas en guerra que vienen a presentar una visión histórica de estos esforzados carreteros de pinares soriano-burgaleses en un medio tan hostil como fue la época comprendida entre la guerra de Independencia (1808) y la Primera guerra carlista de 1833.